# Krupa, Luțk
Krupa (în ucraineană Крупа, transliterat: Krupa) este un sat în comuna Pidhaiți din raionul Luțk, regiunea Volînia, Ucraina.

## Demografie
Componența lingvistică a localității Krupa
     Ucraineană (98,8%)
     Rusă (1,1%)
Conform recensământului din 2001, majoritatea populației localității Krupa era vorbitoare de ucraineană (98,8%), existând în minoritate și vorbitori de rusă (1,1%).